# Allantodia pontederae
Allantodia pontederae là một loài thực vật có mạch trong họ Woodsiaceae. Loài này được (All.) Desv. miêu tả khoa học đầu tiên năm 1827.